# Гальєгос-де-Собрінос
Гальєгос-де-Собрінос (ісп. Gallegos de Sobrinos) — муніципалітет в Іспанії, у складі автономної спільноти Кастилія-і-Леон, у провінції Авіла. Населення — 77 осіб (2010).
Муніципалітет розташований на відстані близько 120 км на захід від Мадрида, 33 км на захід від Авіли.
На території муніципалітету розташовані такі населені пункти: (дані про населення за 2010 рік)
- Бласкохімено: 45 осіб
- Гальєгос-де-Собрінос: 32 особи

## Демографія
Динаміка населення (INE ):